# Raffaele Mandelli
Raffaele Mandelli (fl. XV secolo) è stato un politico italiano, membro dell'ufficialità del ducato di Milano e feudatario di Pecetto, Motta e Pavone nell'Alessandrino.

## Biografia
Figlio di Ottone Mandelli, Raffaele era esponente di uno dei casati più influenti nella compagine visconteo-sforzesca. 
Nel 1420, insieme ai fratelli Antonio e Tobia, ottenne da Filippo Maria Visconti l'infeudazione di Pecetto Alessandrino (pegno di un ingente prestito concesso a Caterina Visconti) e successivamente il controllo di Motta e di Pavone, di cui fu investito nel 1440. E' documentato tra i familiari di Filippo Maria Visconti nel 1425. Nel 1426 fu nominato podestà di Savona. Era commissario nel Bresciano nel 1440, quando ricevette anche l’ufficio della Riviera del lago di Garda al posto di Enrico de Pectinariis e fu nominato commissario della Martesana nel 1440, per provvedere alla fortificazione dei passi dell’Adda e dei luoghi di Cornaiano e Torretta. Nel 1435, per conto del duca fu ambasciatore a Napoli dopo la morte della regina Giovanna II.